# La Benâte
La Benâte är en kommun i departementet Charente-Maritime i regionen Nouvelle-Aquitaine i västra Frankrike. Kommunen ligger  i kantonen Saint-Jean-d'Angély som ligger i arrondissementet Saint-Jean-d'Angély. År 2018 hade La Benâte 393 invånare.

## Befolkningsutveckling
Antalet invånare i kommunen La Benâte
Referens:INSEE